# 13. Oscar-gála
Az 13. Oscar-gálát, melyen a Filmakadémia díj átadót 1941. február 27-én tartották meg. Az amerikai elnök Franklin Delano Roosevelt hazafiasságra buzdító rádióüzenetével kezdődött az este, az 1500 vendég az „Amerika” című dal eléneklésével válaszolt az elnöknek.[forrás?] Ebben az évben először lezárt borítékban vették át a díjat átadók a nyertesek nevét.
A Manderley-ház asszonya című film vitte el az est fődíját, de a rendező Alfred Hitchcock sem most, sem később nem kapott Oscart. James Stewart és Ginger Rogers nyert, Katharine Hepburn és Charlie Chaplin ellenében.

## Kategóriák és jelöltek
Nyertesek félkövérrel jelölve

### Legjobb film
- A Manderley-ház asszonya (Rebecca) – Selznick, United Artists – David O. Selznick
  - Boszorkánykonyha (Foreign Correspondent) – Wanger, United Artists – Walter Wanger
  - A diktátor (The Great Dictator) – Chaplin, United Artists – Charlie Chaplin
  - Érik a gyümölcs (The Grapes of Wrath) – 20th Century Fox – Darryl F. Zanuck és Nunnally Johnson
  - Leánysors (Kitty Foyle: The Natural History of a Woman) – RKO Pictures Radio – David Hempstead
  - A levél (The Letter) – Warner Bros. – Hal B. Wallis
  - Hosszú út hazáig (The Long Voyage Home) – Argosy Wanger, United Artists – John Ford
  - Minden és ráadásul az ég (All This, and Heaven Too) – Warner Bros. – Jack L. Warner, Hal B. Wallis és David Lewis
  - A mi kis városunk[4] (Our Town) – Lesser, United Artists – Sol Lesser
  - Philadelphiai történet (The Philadelphia Story) – Metro-Goldwyn-Mayer – Joseph L. Mankiewicz

### Legjobb színész
- James Stewart – Philadelphiai történet (The Philadelphia Story)
  - Charlie Chaplin – A diktátor (The Great Dictator)
  - Henry Fonda – Érik a gyümölcs (The Grapes of Wrath)
  - Raymond Massey – Abe Lincoln in Illinois
  - Laurence Olivier – A Manderley-ház asszonya (Rebecca)

### Legjobb színésznő
- Ginger Rogers – Leánysors (Kitty Foyle: The Natural History of a Woman)
  - Bette Davis – A levél (The Letter)
  - Joan Fontaine – A Manderley-ház asszonya (Rebecca)
  - Katharine Hepburn – Philadelphiai történet (The Philadelphia Story)
  - Martha Scott – A mi kis városunk (Our Town)

### Legjobb férfi mellékszereplő
- Walter Brennan – Ember a láthatáron (The Westerner)
  - Albert Basserman – Boszorkánykonyha (Foreign Correspondent)
  - William Gargan – They Knew What They Wanted
  - Jack Oakie – A diktátor (The Great Dictator)
  - James Stephenson – A levél (The Letter)

### Legjobb női mellékszereplő
- Jane Darwell – Érik a gyümölcs (The Grapes of Wrath)
  - Judith Anderson – A Manderley-ház asszonya (Rebecca)
  - Ruth Hussey – Philadelphiai történet (The Philadelphia Story)
  - Barbara O'Neil – Minden és ráadásul az ég (All This, and Heaven Too)
  - Marjorie Rambeau – Primrose Path

### Legjobb rendező
- John Ford – Érik a gyümölcs (The Grapes of Wrath)
  - George Cukor – Philadelphiai történet (The Philadelphia Story)
  - Alfred Hitchcock – A Manderley-ház asszonya (Rebecca)
  - Sam Wood – Leánysors (Kitty Foyle: The Natural History of a Woman)
  - William Wyler – A levél (The Letter)

### Legjobb eredeti történet
- Vágyak a viharban[5] (Arise, My Love) – Benjamin Glazer, Székely János (mint John S. Toldy)
  - Comrade X – Walter Reisch
  - Edison, the Man – Hugo Butler, Dore Schary
  - Kedvenc feleségem (My Favorite Wife) – Leo McCarey, Samuel és Bella Spewack
  - Ember a láthatáron (The Westerner) – Stuart N. Lake

### Legjobb eredeti forgatókönyv
- A botcsinálta kormányzó (The Great McGinty) – Preston Sturges
  - Angels over Broadway – Ben Hecht
  - A 606. kísérlet (Dr. Ehrlich's Magic Bullet) – Norman Burnside, Heinz Herald, John Huston
  - Boszorkánykonyha (Foreign Correspondent) – Charles Bennett, Joan Harrison
  - A diktátor (The Great Dictator) – Charlie Chaplin

### Legjobb adaptált forgatókönyv
- Philadelphiai történet (The Philadelphia Story) – Donald Ogden Stewart forgatókönyve Philip Barry színműve alapján
  - Érik a gyümölcs (The Grapes of Wrath) – Nunnally Johnson forgatókönyve John Steinbeck regénye alapján
  - Leánysors (Kitty Foyle: The Natural History of a Woman) – Donald Ogden Stewart, Dalton Trumbo forgatókönyve Christopher Morley regénye alapján
  - Hosszú út hazáig (The Long Voyage Home) – Dudley Nichols forgatókönyve Eugene O’Neill rövid történeteinek összetételéből: The Moon of the Caribees, In the Zone, Bound East for Cardiff és The Long Voyage Home
  - A Manderley-ház asszonya (Rebecca) – Philip MacDonald, Michael Hogan forgatókönyve Daphne du Maurier regénye alapján

### Legjobb operatőr
- George Barnes – A Manderley-ház asszonya (Rebecca) (ff)
  - Abe Lincoln in Illinois – James Wong Howe
  - Minden és ráadásul az ég (All This, and Heaven Too) – Ernest Haller
  - Vágyak a viharban (Arise, My Love) – Charles Lang
  - Olajváros (Boom Town) – Harold Rosson
  - Boszorkánykonyha (Foreign Correspondent) – Rudolph Maté
  - A levél (The Letter) – Tony Gaudio
  - Hosszú út hazáig (The Long Voyage Home) – Gregg Toland
  - Udvari bál (Spring Parade) – Joseph Valentine
  - Waterloo Híd (Waterloo Bridge) – Joseph Ruttenberg
- Georges Périnal – A bagdadi tolvaj (The Thief of Bagdad) (színes)
  - Bitter Sweet – Oliver T. Marsh és Allen Davey
  - A kék madár (The Blue Bird) – Arthur C. Miller és Ray Rennahan
  - Down Argentine Way – Leon Shamroy és Ray Rennahan
  - North West Mounted Police – Victor Milner és W. Howard Greene
  - Északnyugati átjáró (Northwest Passage) – Sidney Wagner és William V. Skall

### Látványtervezés
Fekete-fehér filmek
- Cedric Gibbons, Paul Groesse – Büszkeség és balítélet (Pride and Prejudice)
  - Hans Dreier, Robert Usher – Vágyak a viharban (Arise, My Love)
  - Lionel Banks, Robert Peterson – Arizona
  - John Otterson – The Boys from Syracuse
  - John Victor Mackay – Dark Command
  - Alexander Golitzen – Boszorkánykonyha (Foreign Correspondent)
  - Richard Day, Joseph C. Wright – Lillian Russell
  - Van Nest Polglase, Mark-Lee Kirk – Kedvenc feleségem (My Favorite Wife)
  - John DuCasse Schulze – My Son, My Son
  - Lewis J. Rachmil – A mi kis városunk (Our Town)
  - Lyle Wheeler – A Manderley-ház asszonya (Rebecca)
  - Anton Grot – Hét tenger ördöge (The Sea Hawk)
  - James Basevi – Ember a láthatáron (The Westerner)

Színes filmek
- Vincent Korda – A bagdadi tolvaj (The Thief of Bagdad)
  - Cedric Gibbons, John S. Detlie – Bitter Sweet
  - Richard Day, Joseph C. Wright – Down Argentine Way
  - Hans Dreier, Roland Anderson – North West Mounted Police

### Legjobb vágás
- North West Mounted Police – Anne Bauchens
  - Érik a gyümölcs– Robert E. Simpson
  - A levél (The Letter) – Warren Low
  - Hosszú út hazáig (The Long Voyage Home) – Sherman Todd
  - A Manderley-ház asszonya (Rebecca) – Hal C. Kern

### Legjobb vizuális effektus
- A bagdadi tolvaj (The Thief of Bagdad) – Lawrence Butler
  - A kék madár (The Blue Bird) – Fred Sersen
  - Olajváros (Boom Town) – A. Arnold Gillespie
  - The Boys from Syracuse – John P. Fulton
  - Dr. Cyclops – Farciot Edouart és Gordon Jennings
  - Boszorkánykonyha (Foreign Correspondent) – Paul Eagler
  - A láthatatlan ember visszatér (The Invisible Man Returns) – John P. Fulton
  - Hosszú út hazáig (The Long Voyage Home) – R.T. Layton és Ray Binger
  - One Million B.C. – Roy Seawright
  - A Manderley-ház asszonya (Rebecca) – Jack Cosgrove
  - Hét tenger ördöge (The Sea Hawk) – Byron Haskin
  - Robinson család (Swiss Family Robinson) – Vernon L. Walker
  - Typhoon – Farciot Edouart és Gordon Jennings
  - Women in War – Howard Lydecker, William Bradford és Ellis J. Thackery

### Legjobb animációs rövidfilm
- The Milky Way (Metro-Goldwyn-Mayer)
- Puss Gets The Boot (Metro-Goldwyn-Mayer)
- A Wild Hare (Leon Schlesinger)

### Filmzene

#### Legjobb eredeti filmzene
- Pinokkió (Pinocchio) – Leigh Harline, Paul Smith és Ned Washington
  - Arizona – Victor Young
  - Dark Command – Victor Young
  - The Fight for Life – Louis Gruenberg
  - A diktátor (The Great Dictator) – Meredith Willson
  - A hétormú ház (The House of the Seven Gables) – Frank Skinner
  - The Howards of Virginia – Richard Hageman
  - A levél (The Letter) – Max Steiner
  - Hosszú út hazáig (The Long Voyage Home) – Richard Hageman
  - Kard és szerelem (The Mark of Zorro) – Alfred Newman
  - Kedvenc feleségem (My Favorite Wife) – Roy Webb
  - North West Mounted Police – Victor Young
  - One Million B.C. – Werner R. Heymann
  - A mi kis városunk (Our Town) – Aaron Copland
  - A Manderley-ház asszonya (Rebecca) – Franz Waxman
  - A bagdadi tolvaj (The Thief of Bagdad) – Rózsa Miklós
  - Waterloo Híd (Waterloo Bridge) – Herbert Stothart

#### Legjobb filmzene
- Tin Pan Alley – Alfred Newman
  - Vágyak a viharban (Arise, My Love) – Victor Young
  - Hit Parade of 1941 – Cy Feuer
  - Irene – Anthony Collins
  - A mi kis városunk (Our Town) – Aaron Copland
  - Hét tenger ördöge (The Sea Hawk) – Erich Wolfgang Korngold
  - Táncoljunk együtt!/Második lehetőség (Second Chorus) – Artie Shaw
  - Udvari bál (Spring Parade) – Charles Previn
  - La Conga (Strike Up the Band) – Georgie Stoll és Roger Edens

## Statisztika

### Egynél több jelöléssel bíró filmek
- 11 : A Manderley-ház asszonya (Rebecca)
- 7 : Érik a gyümölcs (The Grapes of Wrath), A levél (The Letter)
- 6 : Boszorkánykonyha (Foreign Correspondent), Hosszú út hazáig (The Long Voyage Home), A mi kis városunk (Our Town), Philadelphiai történet (The Philadelphia Story)
- 5 : A diktátor (The Great Dictator), Leánysors (Kitty Foyle), Northwest Mounted Police
- 4 : Vágyak a viharban (Arise, My Love), Hét tenger ördöge (The Sea Hawk), Udvari bál (Spring Parade), A bagdadi tolvaj (The Thief of Bagdad)
- 3 : Minden, és ráadásul az ég (All This, and Heaven Too), Down Argentine Way, Kedvenc feleségem (My Favorite Wife), La Conga (Strike Up the Band), Ember a láthatáron (The Westerner)
- 2 : Abe Lincoln in Illinois, Arizona, Bitter Sweet, A kék madár (The Blue Bird), Olajváros (Boom Town), The Boys From Syracuse, The Dark Command, Hit Parade of 1941, The Howards of Virginia, One Million B.C., Pinokkió (Pinocchio), Táncoljunk együtt!/Második lehetőség (Second Chorus), Waterloo Híd (Waterloo Bridge)

### Egynél több díjjal bíró filmek
- 3 : A bagdadi tolvaj (The Thief of Bagdad)
- 2 : Érik a gyümölcs (The Grapes of Wrath), Philadelphia-i történet (The Philadelphia Story), Pinokkió (Pinocchio), A Manderley-ház asszonya (Rebecca)